# مأمون علواني
مأمون محمد نديم علواني (20 يناير 1963) فنان تشكيلي، مبتكر ومقدم برامج تلفزيونية وصحفي مراسل، سوري-إيطالي الجنسية ومقيم في الولايات المتحدة الأمريكية.

## عن حياته
ولد علواني في مدينة حماة السورية عام 1963، تلقى تعليمه الإعدادي والثانوي في حماة، درس في كلية الفنون الجميلة بجامعة دمشق قسم الإعلان وتخرج منها الأول على دفعته عام 1987 والذي أتاح له الحصول على منحة دراسية لمتابعة دراساته العليا في كلية الفنون الجميلة في روما قسم التصوير الزيتي وتخرج منها في عام 1993.
تابع دراساته العليا من عام 2009 إلى عام 2011 في روما والتي تضمنت دراسة الإخراج وفن الاتصال ثم حصل على درجة الماجستير في النقد الفني من كلية الفنون الجميلة جامعة لاهاي الدولية في هولندا وعادلت شهاداته وزارة التعليم العالي بسوريا بمرتبة دكتور مدرس.

## مسيرته الفنية
بدأ حياته الفنية في التلفزيون بمشاركته بتأليف حلقة عن سوريا لبرنامج أهم نساء في العالم من تقديم المذيعة ماريزا لوريتو لمصلحة الراي الايطالية عام 1990. عام 1996 عمل كمؤلف في ART وبعدها عمل كصحفي مراسل من إيطاليا لمدة عامين لصالح قناة الجزيرة خلال الفترة من عام 1997 إلى عام 1999. في عام 1999 وقع عقداً مع قناة أبو ظبي كصحفي معد ومراسل من إيطاليا استمر لمدة 6 سنوات حتى عام 2005.
شغل منصب مدير مشاريع التلفزيون في شركة أبوظبي للإعلام في مكتب رئيس مجلس إدارة أبوظبي للإعلام، خلال تلك الفترة قام بتقديم أفكار جديدة لبعض البرامج التلفزيونية، فهو صاحب فكرة والمشرف على تنفيذ العديد من البرامج كبرنامج مذيع العرب والذي تم عرضه على قناتي أبوظبي الأولى والحياة المصرية، وبرنامج عرب كاستنج «آراب كاستينغ» الذي تم عرضه على قناة تلفزيون أبوظبي، والشروق الجزائرية والنهار المصرية وإم تي في اللبنانية.
هو أيضًا صاحب فكرة ومقدم برنامج ألواني والذي تم عرضه على قناة أبو ظبي ويناقش البرنامج الفن التشكيلي كاشفًا ما وراء اللوحات وعالم الفنان في حياته وعن الحقبة التي عاش فيها.
كما تولى الإشراف على برنامج ريتينغ رمضان الذي تم عرضه على قنوات إم تي في، النهار وأبو ظبي عام 2015. وهو صاحب فكرة وإخراج برنامج دبوس هويدا وهو برنامج من إنتاج شركة Vision 3000 وتقديم هويدا البريدي وفيه أسقط عالم الموضة وتصميم الأزياء في أعمال لأهم الفنانين التشكيليين في العالم.

### الفن التشكيلي
عمل علواني 12 معرض شخصي  تسعة في إيطاليا وثلاث في سوريا في مدينتي دمشق وحلب ومنها:
- صالة تجليات للفن التشكيلي – دمشق – 2012
- صالة بيانكو أورو – روما – 1996
- صالة شهباء الشام – حلب – 1996
- صالة السيد – دمشق – 1996
- صالة فندق هيلتون – روما – 1995
- صالة بيانكو أورو – روما – 1995
- صالة يانيكا للفنون – روما – 1994
- صالة فاليبو باليستي – فاستو – 1994
- صالة الكانوفاتشو – روما – 1994
- صالة ام ام أرت – روما – 1993

### مؤلفاته
- La vita è color il colore è vita مترجم إلى اللغة العربية تحت اسم (باليتا): ملحمة لونية.[1]